# Міжнародні відносини Фінляндії
Міжнародні відносини Фінляндії — сукупність усіх договірно-обумовлених відносин з іншими країнами.

## Законодавчий статус
Зовнішні відносини Фінляндії знаходяться під відповідальністю Президента Фінляндії, який реалізує зовнішню політику у співпраці з урядом. Побічно уряд несе відповідальність за внутрішню політику і прийняття рішень в ЄС. В уряді препаративні обговорення проводяться в урядовій комісії зовнішньої політики та безпеки, яка включає в себе прем'єр-міністра і щонайменше міністра закордонних справ і міністра оборони, і не більше чотирьох інших міністрів в міру необхідності. Комітет зустрічається з Президентом в міру необхідності.
Закони, що стосуються міжнародних відносин обговорюються в парламентській комісії із зовнішніх зв'язків. Міністерство закордонних справ здійснює зовнішню політику.
Під час холодної війни, зовнішня політика Фінляндії була заснована на офіційному нейтралітет між західними державами і СРСР, одночасно підкресливши, Північне співробітництво в рамках Північної Ради й обережної економічної інтеграції з Заходом, відповідно до Бреттон-Вудської угоди і договору про вільну торгівлю з Європейським економічним співтовариством. Фінляндія не приєдналася в економічну сферу Радянського Союзу (РЕВ), але залишилася з вільною ринковою економікою і проводила двосторонню торгівлю з Радянським Союзом. Після розпаду Радянського Союзу в 1991 році, Фінляндія в односторонньому порядку анулювала останні обмеження, накладені на нього в мирних договорах в Париж 1947 р. і фінно-радянській угоді про дружбу, співпрацю і взаємну допомогу. Уряд подав заявку про членство в ЄС через три місяці після розпуску СРСР і став членом в 1995 році. Фінляндія спершу не планувала вступити до НАТО, хоча пострадянські країни на Балтійському морі та в інших місцях вступили в цю організацію. Це змінилося на фоні повномасштабного вторгнення РФ до України 2022 року, коли Фінляндія та Швеція подали заявки на вступ до НАТО.
Президент Мартті Ахтісаарі і коаліційні уряди на чолі Фінляндії підвели країну ближче до ядра ЄС наприкінці 1990-х. Фінляндія вважається державою кооперативної моделі, і Фінляндія не проти пропозиції щодо загальної оборонної політики ЄС. Ця позиція була змінена у 2000, коли Тар'я Халонен та Е.Туоміойей змінили офіційну політику Фінляндії проти планів інших членів ЄС щодо загального захисту. Однак, Халонен дозволила Фінляндії вступити до бойових підрозділів Євросоюзу в 2006 році та сил реагування НАТО в 2008 році.
Відносини з Росією є приязними і загальні питання включають бюрократії (зокрема, при перетині кордону Ваалімаа), порушення повітряного простору, допомогу в цілях розвитку для Росії (особливо в екологічних питаннях, які впливають на Фінляндію), і енергетичну залежність Фінляндії від російського газу і електроенергії. За лаштунками адміністрація стала свідком воскресіння тактики радянської епохи. Агентство національної безпеки вважає, що відоме число російських агентів зі СВР і ГРУ в даний час перевищує рівень холодної війни.

## Історія
Після здобуття незалежності від Росії в 1917 році, у тому числі після Громадянської війнии у Фінляндії та заходів проти кайзерівської Німеччини і Радянської Росії, невдачі комуністичної революції, в країні відбулася офіційна заборона комунізму і зміцнення зв'язків із західними країнами. Відкритий союз з Німеччиною був неможливим через результат Першої світової війни, але в цілому період з 1918 по 1939 характеризується економічним зростанням та підвищенням інтеграції в Західну світову економіку. Відносини з Радянською Росією від 1918 до 1939 були крижаними; добровільні експедиції в Росії закінчилася тільки в 1920,проте, спроби створити військові союзи були невдалими. Таким чином, коли зимова війна закінчилася, Фінляндія залишилася одна протистояти радянському напад. Пізніше, під час війни-продовження, Фінляндія оголосила «співпраця» войовничій нацистській Німеччині, і дозволила використовувати Північну Фінляндію як базу німецького нападу. Мирне врегулювання відносин з Радянським Союзом в 1944 році призвело до війни в Лапландії в 1945 році, де Фінляндія воювала з німцями в Північній Фінляндії.
З кінця продовження війни з Радянським Союзом від 1944 до 1991 року, Фінляндія вела політику уникнення конфліктів наддержавами і здобуття взаємної довіри з західними державами і Радянським Союзом. Хоча країна в культурному, соціальному, і в політичному значеннях була Західною, фіни розуміли, що потрібно жити в мирі з СРСР і не робити ніяких дій, які могли б бути витлумачені як загроза безпеці. Розпуск Радянського Союзу в 1991 році відкрив нові можливості для Фінляндії і змусив фіни активно шукати можливості більш активної участі в західних політичних та економічних структурах.

### Конституція 2000 року
У конституції 2000 року, де різні конституційні закони були об'єднані в один устав, провідна роль Президента була дещо змінена. Однак, оскільки Конституція передбачає тільки те, що президент веде зовнішню політику і внутрішню політику уряду, а відповідальність за справи Європейського Союзу явно не визначена. Внаслідок цього можуть виникнути суперечки між міністрами та президентом.

## Багатосторонні відносини
Фінська зовнішня політика наголошує на своїй участь у багатосторонніх організаціях. Фінляндія приєдналася до Організації Об'єднаних Націй в 1955 році і до Євросоюзу в 1995 році, відзначаєя, що країна також є членом програми НАТО Партнерство заради миру, а також входить як спостерігач до Ради Євро-Атлантичного партнерства і Західноєвропейського союзу.
У Європейському Союзі, Фінляндія є членом єврозони, і, крім того, Шенгенської угоди про скасування паспортного контролю. 60 % зовнішньої торгівлі з ЄС. Інші великі торгові партнери це Росія та США.
Фінляндія також представлена в цивільній службі ООН в пропорції до чисельності населення і належить до кількох із його спеціалізованих і пов'язаних з ним установ. Фінські війська беруть участь у миротворчій діяльності Організації Об'єднаних Націй з 1956 року, і фіни продовжують бути одними з найбільших миротворців у світі на душу населення. Фінляндія є активним учасником Організації з безпеки і співробітництва в Європі (ОБСЄ) і на початку 1995 року прийняла співкерівництво Мінської групи ОБСЄ з врегулювання нагірно-карабаського конфлікту.
Співпраця з іншими скандинавськими країнами також важлива для Фінляндії, вона є членом Ради Північних країн з 1955 року. Під егідою Ради, країни Північної Європи створили загальний ринок праці і скасували імміграційний контролю між собою. Рада також служить для координації соціальної та культурної політики країн-учасниць і сприяє розширенню співпраці у багатьох областях.
На додаток до організацій, які вже згадувалося, Фінляндія є членом Міжнародного банку реконструкції та розвитку, Міжнародного валютного фонду, Світової організації торгівлі, Міжнародної фінансової корпорації, Міжнародної асоціації розвитку, Банку міжнародних розрахунків, Банку розвитку Азії, Міжамериканського банку розвитку, Ради Європи і Організації економічного співробітництва та розвитку.
Після розпаду Радянського Союзу, Фінляндія перейшла стійко до інтеграції в західні інститути і відмовилася від своєї формальної політики нейтралітету, яка була перероблено в політиці військового неальянсу в поєднанні з підтриманням надійної, незалежної оборони. Рішення Фінляндії в 1994 році купити 64 винищувачів F-18 Hornet із США сигналізувало відмову від політики країни збалансованих закупівель озброєнь з комуністичних країн і західних країн.
У 1994 році Фінляндія вступила в програму НАТО Партнерство заради миру; країна також має статус спостерігача в Раді Північноатлантичного співробітництва. Фінляндія стала повноправним членом Європейського Союзу (ЄС) в січні 1995 року.
Взагальному, Фінляндія дотримується принципу нейтралітету і має хороші відносини майже з усіма країнами, про що свідчить свободу пересування, яку надає фінський паспорт.

## Європа

### Країни Балтії
За винятком Росії, всі сусідні країни Балтії є членами Європейського Союзу або Ради Північних країн, обидва з яких засвідчують вільне пересування осіб і капіталу між країнами.

#### Естонія
Основна мова Фінляндії, фінська, пов'язано з естонським, і має певне почуття спорідненості. 76 % фінів відвідали Естонію і в 2004 році, 1800000 фінів повідомили про відвідування Естонії. Фінські і шведські інвестори є найбільшими іноземними інвесторами в Естонії. Фінляндія та Естонія є членами Європейського союзу і Шенгенської угоди, що робить вільними міжнародні поїздки і торгівлю між країнами.
Уряд Фінляндії визнав незалежність Естонії в 1920 році. У відповідь на радянське вторгнення, дипломатичних місій були де-факто усунені. Однак, коли Естонія проголосила незалежність, цю «тимчасову перешкоду» було вирішено. Обидві країни відновили дипломатичні відносини 29 серпня 1991 року. Фінляндія має посольство в Талліні та почесне консульство в Тарту. Естонія має посольство в Гельсінкі і п'ять почесних консульств в Оулу, Турку, Тампере Расеборг, і Котка.
Фінляндія надавала і продовжує надавати військову допомогу Естонії; наприклад підготовку офіцерів, надання обладнання.

#### Латвія
- Фінляндія визнала незалежність Латвії де-факто 23 вересня 1919 року, і де-юре 21 січня 1921 року.
- Фінляндія має посольство в Ризі.
- Латвія має посольство в Гельсінкі і чотири почесних консульства (на Аландських островах, у Сатакунта, Кюменлааксо і Оулу).
- Обидві країни є повноправними членами Ради держав Балтійського моря та Європейського Союзу.

#### Литва
- Фінляндія визнала незалежність Литви де-факто 14 листопада 1919 року, і де-юре 14 жовтня 1921 року.
- Фінляндія має посольство у Вільнюсі і почесне консульство в Клайпеді.
- Литва має посольство в Гельсінкі.
- Обидві країни є повноправними членами Ради держав Балтійського моря та Європейського Союзу.

### Німеччина
- Німеччина визнала незалежність Фінляндії 4 січня 1918 року.
- Німеччина дала пряму військову підтримку Фінляндії на навчання фінських єгерів і успішно втрутилася в громадянську війну в Фінляндії на користь націоналістичних білих.
- Федеративна Республіка Німеччина і Німецька Демократична Республіка (Західна і Східна Німеччина) були визнані Фінляндією 7 січня 1972 року.
- Були встановлені дипломатичні відносини між Фінляндією та Західною Німеччиною 7 січня 1973 року.
- Німеччина має посольство в Гельсінкі.
- Фінляндія має посольство в Берліні, генеральне консульство в Гамбурзі, два почесних консульства в Дюссельдорфі загальні та Мюнхені та інших почесних консульств в Бремені, Дрездені, Франкфурті-на-Майні, Ганновері, Любеку, Ростоку, Штутгарті, і Вільгельмсхафені.

### Польща
- Фінляндія має посольство у Варшаві та почесне консульство в Гдині.
- Польща має посольство в Гельсінкі.
- Обидві країни є повноправними членами Ради держав Балтійського моря та Європейського Союзу.

### Росія
Відносини з Росією спершу були мирними, Фінляндія імпортувала чимало товарів, таких як паливо. Росія має посольство в Гельсінкі, і консульство в Турку і консульства в Лаппеенранті і Марієхамні. Фінляндія має посольство в Москві, консульство в Санкт-Петербурзі та дві гілки консульства — в Мурманську й Петрозаводську.
Сучасні проблеми включають проблеми з прикордонного контролю, такі як черги вантажівок на кордоні, порушення повітряного простору, забруднення Балтійського моря, і російські мита на експортований ліс у целюлозно-паперовій промисловості Фінляндії. Праві коментатори звинувачують уряд у продовженні політики фінляндізації.
У серпні 2022 року у Гельсінкі було демонтовано подарований СРСР монумент «Мир у всьому світі». У серпні також було оголошено про уповільнення розгляду віз для росіян. У лютому 2023 року Фінляндія почала будівництво паркану на кордоні з Росією.

### Швеція
Фінляндія та Швеція завжди були в дуже тісних відносинах, в результаті спільної історії, численних спільнот в суспільстві і політиці, і тісних торговельних зв'язків. Нещодавно призначений міністр закордонних справ робить його або її перший державний візит до Швеції. Фінські політики часто беруть реакцію Швеції на міжнародні справи в першу чергу як базу для подальших дій, і, таким чином, нарешті, обидві країни часто погоджуються з різних питань. Фінляндія та Швеція є членами Європейського союзу і Шенгенської угоди, що знімають обмеження на міжнародні поїздки і торгівлю між країнами. Крім того, як члени Північної Ради шведські громадяни мають трохи ширші права, ніж поодинці члени шенгенських угод чи ЄС.

### Інші країни Європи
| Країни          | Початок офіційних відносин | Примітки |
| --------------- | -------------------------- | --- |
| Болгарія        | 5 серпня 1918 року         | - У 1963 році дипломатичні представництва двох країн були модернізовані до рівня посольства. - Болгарія має посольство в Гельсінкі і почесне консульство в Кемі. - Фінляндія має посольство в Софії і почесне консульство у Варні. - Обидві країни є повноправними членами Європейського Союзу. |
| Кіпр            | 2 вересня 1961 року        | - Фінляндія визнала Кіпр 16 серпня 1960 року. - Кіпр має посольство в Гельсінкі і почесне консульство в Вантаа. - Фінляндія має посольство і два почесні консульства в Нікосії. - Обидві країни є повноправними членами Європейського Союзу. |
| Данія           | 18 лютого 1918 року        | - Данія має посольство в Гельсінкі. - Фінляндія має посольство в Копенгагені. - Обидві країни є членами Північної Ради. - Данія офіційно визнали незалежність Фінляндії в 1918 році. - Обидві країни є членами Європейського союзу, країн Північної Європи Союзу, Ради держав Балтійського моря. |
| Франція         | 24 січня 1918 року         | - Франція є однією з перших країн, що визнали незалежність Фінляндії 4 січня 1918 року. - Франція представлена в Фінляндії через своє посольство в Гельсінкі і його почесні консульства в Хямеенлінна, Йоенсуу, Ювяскюля, Куопіо, Оулу, Пори, Рівному, Тампере і Турку. - Фінляндія має посольство в Парижі і 18 почесних консульств. - За оцінками, у Франції проживають 6 000 фінів. |
| Угорщина        | 20 травня 1947 року        | - Угорщина визнала Фінляндію 23 серпня 1920 Фінляндія визнала Угорщину 10 вересня 1920. - Фінляндія розірвала дипломатичні відносини 20 вересня 1944. - Дипломатичні відносини були відновлені 20 травня 1947 року. - Як національні мови, фінські та угорські, є уральські мови, що призвело до культурного обміну хоча і в набагато менших масштабах порівняно з третім великої уральські-говорить країні, Естонії. - Фінляндія має посольство в Будапешті і почесне консульство в місті Печ. - Угорщина має посольство в Гельсінкі і чотири почесних консульства (у Турку, Марієхамн, Тампере і Йоенсуу). - Обидві країни є повноправними членами Європейського Союзу. |
| Ірландія        | 2 листопада 1961 року      | - Фінляндія має посольство в Дубліні і три почесних консульства. - Ірландія має посольство і консульство в Гельсінкі. - Обидві країни є повноправними членами Ради Європи та Європейського Союзу. |
| Італія          | 6 вересня 1919 року        | - Італія визнала незалежність Фінляндії 27 червня 1919 року. - Італія представлена у Фінляндії через своє посольство в Гельсінкі і його почесні консульства у Ханко, Котка Ювяскюля, Куопіо, Оулу, Пори, Рівному, Тампере, Турку і Вааса. - Фінляндія має посольство в Римі, два почесних консульства в Мілані та Венеції та інші почесні консульства в Генуї, Барі, Кальярі, Катанії, Флоренції, Ліворно, Мессіна, Неаполь, Палермо, Ріміні, Трієст і Турині. |
| Косово          | 3 лютого 2009 року         | Фінляндія визнала Косово 7 березня 2008 року. Фінляндія має посольство в Приштіні. |
| Люксембург      | 25 жовтня 1921 року        | - Люксембург визнав незалежність Фінляндії 25 жовтня 1921. - Люксембург представлений в Фінляндії через своє посольство в Копенгагені. - Фінляндія має посольство і почесне генеральне консульство в Люксембурзі. |
| Нідерланди      | 18 серпня 1918 року        | - Нідерланди визнали незалежність Фінляндії 28 січня 1918 року. - Нідерланди мають посольство в Гельсінкі. - Фінляндія має посольство в Гаазі, почесне генконсульства в Амстердамі та інші почесні консульства в Роттердамі та Тернезені. |
| Норвегія        | 6 квітня 1918 року         | - Норвегія визнала незалежність Фінляндії 10 січня 1918 року. - Фінляндія має посольство і почесне генконсульство в Осло та інші почесні консульства. - Норвегія має посольство в Гельсінкі. - Обидві країни є повноправними членами Ради держав Балтійського моря та Північної Ради. |
| Португалія      | 10 січня 1920 року         | - Португалія визнала незалежність Фінляндії 19 грудня 1919 року. - Португалія має посольство в Гельсінкі. - Фінляндія має посольство в Лісабоні і почесні консульства. - Обидві країни є повноправними членами Європейського Союзу. |
| Румунія         | 14 жовтня 1949             | - Румунія визнала Фінляндію 8 квітня 1920. - Фінляндія має посольство в Бухаресті і два почесні консульств (у Бухаресті та Констанці). - Румунія має посольство в Гельсінкі. - Обидві країни є повноправними членами Європейського Союзу та Організації з безпеки і співробітництва в Європі. |
| Сербія          | 1929 рік                   | - Фінляндія має посольство в Белграді. - Сербія має посольство в Гельсінкі. |
| Словаччина      | 1 січня 1993 року          | - Фінляндія визнала незалежність Словаччини 1 січня 1993 року. - Словаччина має посольство в Гельсінкі. - Фінляндія має посольство і консульство в Братиславі. - Обидві країни є повноправними членами Європейського Союзу. |
| Словенія        | 17 лютого 1992 року        | - Фінляндія визнала Словенію 17 січня 1992 року. - Фінляндія має посольство і консульство в Любляні. - Словенія має посольства в Гельсінкі. - Обидві країни є повноправними членами Європейського Союзу. |
| Іспанія         | 16 серпня 1918 року        | - Іспанія визнала незалежність Фінляндії 21 лютого 1918. - Іспанія має посольство в Гельсінкі. - Фінляндія має посольство в Мадриді. - Обидві країни є повноправними членами Європейського Союзу. |
| Україна         | 26 лютого 1992 року        | - У 1918 році Фінляндія була однією з перших країн, що визнали Україну в 1918 році і відкрив свої диппредставництва в Києві. - Фінляндія визнала Україну 30 грудня 1991 року. - Фінляндія має посольство в Києві. - Україна має посольство в Гельсінкі. |
| Велика Британія | 6 травня 1919 року         | - Сполучене Королівство має посольство в Гельсінкі і почесні консульства у Аландських островах, Ювяскюля, Куопіо Котка, Оулу, Рованіємі, Турку, Тампере і Вааса. - Фінляндія має посольство в Лондоні і почесні консульства. |

## Америка
| Країни     | Початок офіційних відносин | Примітки |
| ---------- | -------------------------- | --- |
| Аргентина  | 11 травня 1918 року        | - Аргентина має посольство в Гельсінкі. - Фінляндія має посольство в Буенос-Айресі і п'ять почесних консульств (у Кордова, Мендоса, Обера, Росаріо, і Ушуая). |
| Чилі       | 17 червня 1919 року        | Чилі визнала незалежність Фінляндії 17 червня 1919 року. Дипломатичні відносини між ними були встановлені в 1931 році і постійно підтримуються, незважаючи на тиск, щоб припинити їх. Ці дві країни підтримали резидентів послів в обох столицях. |
| Колумбія   | 26 травня 1954 року        | - Колумбія представлена в Фінляндії через своє посольство в Стокгольмі (Швеція). - Фінляндія представлена через своє посольство в Лімі (Перу). |
| Коста Рика | 23 серпня 1966 року        | - Коста-Рика представлена у Фінляндії через посольство в Осло, Норвегія. - Посольство Фінляндії в Мехіко, Мексика займається консульськими питаннями, пов'язаними з Коста-Рикою. - Фінляндія також має почесне консульство і генеральне почесне віце-консульство в Сан-Хосе. |
| Куба       | 23 січня 1959 року         | - Куба представлена в Фінляндії через посольство в Гельсінкі. - Посольство Фінляндії знаходиться в Мехіко, Мексика займається консульськими питаннями, пов'язаними з Кубою. - Фінляндія також має почесне генеральне консульство в Гавані. |
| Еквадор    | 5 лютого 1965 року         | - Еквадор представлена в Фінляндії через посольство в Стокгольмі, Швеція. - Посольство Фінляндії в Лімі, Перу займається консульськими питаннями, пов'язаними з Еквадором. - Фінляндія також має почесне консульство в Гуаякіль і Кіто. |
| Мексика    | 5 грудня 1937 року         | - Мексика визнала незалежність Фінляндії в липні 1920 року. - Фінляндія має посольство в Мехіко. - Мексика має посольство в Гельсінкі. |
| США        | 30 травня 1919 року        | Відносини між США та Фінляндії є досить теплими. Близько 200000 американських громадян відвідують Фінляндію щорічно, і близько 3000 громадян США проживають там. Економічні та торговельні відносини між Фінляндією і США є активними. Торгівля США-Фінляндія становить майже $5 млрд на рік. США отримує близько 7 % експорту Фінляндії — в основному деревної маси та паперу, судів, машин, електроніки та приладів і очищених нафтопродуктів — і забезпечує близько 7 % її імпорту — в основному комп'ютери, напівпровідники, літаки і машини. |
| Уругвай    | 21 березня 1935 року       | - Уругвай має посольство в Гельсінкі. - Посольство Фінляндії в Буенос-Айресі, Аргентина займається консульськими питаннями, пов'язаними з Уругваєм. - Фінляндія також має почесне генеральне консульство в Монтевідео. |
| Венесуела  | 31 березня 1954 року       | - Венесуела має посольство в Гельсінкі. - Посольство Фінляндії в Сантьяго-де-Чилі, Чилі займається консульськими питаннями, пов'язаними з Венесуелою. - Фінляндія також має почесні консульства в Каракасі, Маракайбо, Порламарі й Пуерто-Ордас. |
| Парагвай   | 20 листопада 1963 року     | - Парагвай представлений в Фінляндії через посольство в Стокгольмі, Швеція. - Посольство Фінляндії в Буенос-Айресі, Аргентина займається консульськими питаннями, пов'язаними з Парагваєм. - Фінляндія також має почесне консульство в Асунсьйоні. |
| Панама     | 1 грудня 1975 року         | - Панама представлена в Фінляндії через посольство в Стокгольмі, Швеція. - Посольство Фінляндії в Мехіко, Мексика займається консульськими питаннями, пов'язаними з Панамою. - Фінляндія також має почесне генеральне консульство в Панама-Сіті. |